# Хромченко Соломон Маркович
Соломон Маркович Хромченко (1907—2002) — радянський співак (ліричний тенор) і педагог. Заслужений артист РРФСР (1947), член КПРС з 1939
Володів м'яким і гнучким голосом, гарною дикцією, його виконання відрізнялося чітким музичним фразуванням.

## Життєпис
Соломон Хромченко народився 21  листопада в Златополі Київської губернії.
У дитячі роки був співаком в одеському синагогальної хорі.

### Утворення
У 1927—1929 роках Соломон Хромченко навчався в Київській музичній профшколі (нині Київський музичний технікум). У 1932 році закінчив Київський вищий музично-драматичний інститут ім. М. В. Лисенко (сьогодні Київський національний університет театру, кіно і телебачення імені І. К. Карпенко-Карого) по класу співу у МихайлаЕнгель-Крона .
У 1935 році закінчив аспірантуру Московської консерваторії (керівник Ксенія Дорліак).

### Діяльність
Соломон Хромченко був солістом Єврейського академічного хору (ЄВОКАНС) у Києві . Був арийнято у члени ВКП (б) в 1939 році.
У 1934—1956 роках Хромченко — соліст Великого театру. У роки німецько-радянської війни виступав у складі фронтових концертних бригад, був нагороджений орденом Трудового Червоного Прапора .
У 1956—1962 роках працював у Всесоюзному концертному об'єднанні . З 1961 року він викладач Московського музично-педагогічного інституту імені Гнесіних (з 1974 року — доцент, з 1982 — професор).
Соломон Маркович здобув визнання як виконавець обширного репертуару на оперній сцені і концертній естраді. У його виконанні звучали арії та романси російських класиків (М. І. Глінки , П. І. Чайковського , С. В. Рахманінова), твори західноєвропейських (Р. Шумана, Ф. Ліста, Ф. Мендельсона, Й. Брамса) і радянських композиторів, неаполітанські і єврейські народні пісні. Багато гастролював за кордоном.
У 1991 році Соломон Хромченко репатріювався до Ізраїлю, де, незважаючи на свій вік, продовжив повноцінну концертну та педагогічну діяльність. Як професор Єрусалимської музичної академії імені Рубіна, він готував молодих вокалістів.
Дружина — Авріх-Хромченко Сицилія Ізраїлівна (1908—1989)
У 2000 році повернувся до Росії. Помер 20 січня 2002 року в Москві. Похований в колумбарії Донського кладовища в Москві .

## Нагороди
- Третя премія на Всесоюзному конкурсі музикантів-виконавців (1933, Москва)
- Орден Трудового Червоного Прапора
- Заслужений артист РРФСР (5.11.1947)
- Заслужений діяч мистецтв РРФСР (28.05.1984)